# Scincella darevskii
Espèce
Scincella darevskii est une espèce de sauriens de la famille des Scincidae.

## Répartition
Cette espèce est endémique de la province de Điện Biên au Viêt Nam.

## Étymologie
Cette espèce est nommée en l'honneur d'Ilya Sergeevich Darevsky.

## Publication originale
- Nguyen, Ananjeva, Orlov, Rybaltovsky & Böhme, 2010 : A New Species of the Genus Scincella Mittlemann, 1950 (Squamata: Scincidae) from Vietnam. Russian Journal of Herpetology, vol. 17, no 4, p. 269–274 (texte intégral).